# مصنع غوركي للسيارات
مصنع غوركي للسيارات (بالروسية: Го́рьковский автомоби́льный заво́д) (اختصار: غاز) (بالروسية: ГАЗ) هس شركة سيارات روسية نشأت عام 1929, كتعاون بين شركة فورد والاتحاد السوفيتي.

## الخلفية التاريخية
وقع الاتحاد السوفيتي اتفاقية تعاون مع شركة فورد الأمريكية عام 1929. بمقتضى الاتفاقية يقوم الاتحاد السوفيتي بشراء مركبات وقطع غيار بقيمة 13$ مليون دولار، وفي المقابل تزوده فورد بالمساعدات التقنية حتى عام 1938 لبناء نظام متكامل لتصنيع السيارات في مصنع نيجني نوفغورود. بدأ الإنتاج في 1 يناير 1932 وسمي المصنع وطرازات السيارات باسم «مصنع غوركي للسيارات» أو «غاز» مع إظهار شعار شركة فورد.